# Ponta Garça
Ponta Garça ist eine Gemeinde (Freguesia) im Kreis (Concelho) von Vila Franca do Campo. Sie liegt auf der portugiesischen Atlantikinsel São Miguel, die zu den Azoren gehört. Auf einer Fläche von 29,4 km² leben 3.156 Einwohner (Stand 19. April 2021) in der Gemeinde, was einer Bevölkerungsdichte von 107,5 Einwohnern/km² entspricht.
Die Eltern der international bekannten Popsängerin Nelly Furtado (* 1978) stammen aus Ponta Garça. Sie sind 1967 vor der Salazar-Diktatur nach Kanada emigriert.

## Geschichte
Ab 1436 wurde die Insel besiedelt. Ponta Garça bestand bereits 1480. Die Gemeinde wurde im Verlauf des 16. Jahrhunderts eigenständig.

## Sehenswürdigkeiten
Der denkmalgeschützte Leuchtturm Farol de Ponta Garça wurde 1957 in Dienst gestellt.

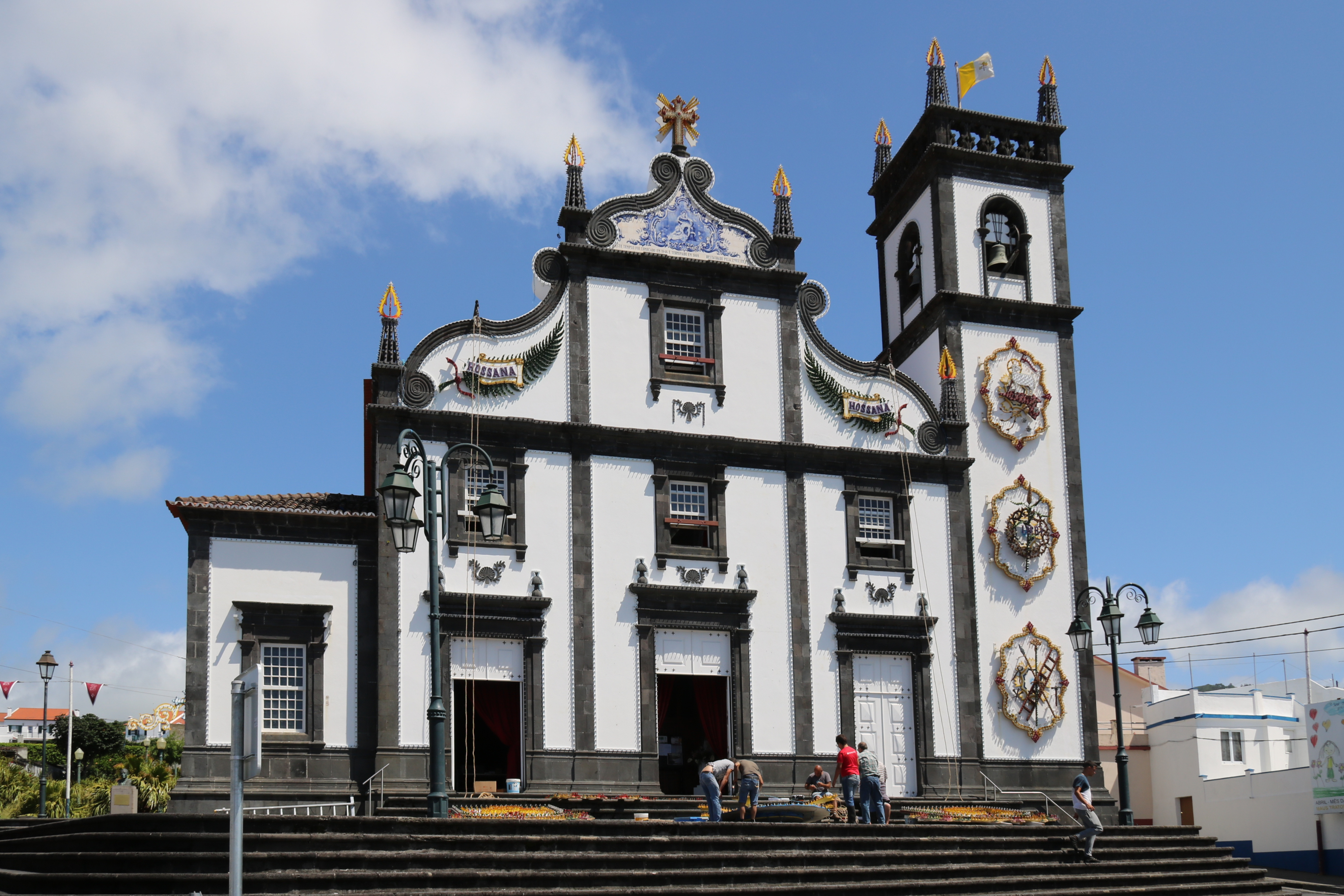
Gemeindekirche Igreja Paroquial de Ponta Garça

Auch die dreischiffige Gemeindekirche Igreja Paroquial de Ponta Garça steht unter Denkmalschutz. Die nach ihrer Schutzpatronin auch Igreja de Nossa Senhora da Piedade (port. für: Kirche unserer lieben Frau des Erbarmens) genannte, manieristische Kirche wurde nach ihrer ursprünglichen Errichtung 1530 mehrmals erweitert und umgebaut.
Das Herrenhaus Solar Visconde Botelho stammt aus dem 15. Jahrhundert und erhielt in den 1940er Jahren einen charakteristischen Burgturm.
In der Gemeinde sind zudem die Wallfahrtskapelle Ermida da Senhora das Mercês aus dem 18. Jahrhundert und verschiedene steinerne Brunnenanlagen zu sehen.